# راجیندر سینگ جونیور
راجیندر سینگ جونیور (انگلیسی: Rajinder Singh Jr.؛ زادهٔ ۱۳ مهٔ ۱۹۵۹) بازیکن هاکی روی چمن اهل هند است.
وی در مسابقات کشوری و بین‌المللی در مجموع برندهٔ ۱ مدال طلا، ۲ مدال نقره، ۱ مدال برنز شده‌است.